# Мартингал Дуба
Мартинга́л Ду́ба в теории случайных процессов — это случайный процесс, построенный достаточно общим образом, который всегда оказывается мартингалом.

## Определение
Пусть дана произвольная последовательность случайных величин {\displaystyle \{Y_{n}\}_{n\in \mathbb {N} }}. Пусть случайная величина {\displaystyle X} такова, что её математическое ожидание конечно: {\displaystyle \mathbb {E} X<\infty }. Определим последовательность
{\displaystyle X_{n}=\mathbb {E} [X\mid Y_{1},\ldots ,Y_{n}],\quad n\in \mathbb {N} }.
Тогда случайный процесс {\displaystyle \{X_{n}\}_{n\in \mathbb {N} }} является мартингалом и называется мартингалом Дуба.